# Ендрю Ланденберґер
Ендрю Ланденберґер (англ. Andrew Landenberger, 15 вересня 1966) — австралійський яхтсмен.
Учасник Олімпійських Ігор 1996 року.